# ギルバート＝バルシャモフ限界
ギルバート＝バルシャモフ限界（英: Gilbert-Varshamov bound）とは、符号（線型符号とは限らない）のパラメータの限界を指す。「ギルバート＝シャノン＝バルシャモフ限界」（GSV限界）とも。

## 定理
q進数の符号 {\displaystyle \ C} が長さ {\displaystyle n} で最小ハミング距離 {\displaystyle d} であるとき、その可能な最大サイズ（符号語の総数）を {\displaystyle \ A_{q}(n,d)} とする。なお、q進数の符号は、{\displaystyle q} 個の要素の体 {\displaystyle \mathbb {F} _{q}^{n}} 上の線型符号である。
すると、次が成り立つ。
{\displaystyle {\begin{matrix}\\A_{q}(n,d)\geq {\frac {q^{n}}{\sum _{j=0}^{d-1}{\binom {n}{j}}(q-1)^{j}}}\\\\\end{matrix}}}
q が素数冪の場合、この限界を次の式が成り立つ最大の整数 k を使って {\displaystyle A_{q}(n,d)\geq q^{k}} と簡略化できる。
{\displaystyle A_{q}(n,d)\geq {\frac {q^{n}}{\sum _{j=0}^{d-2}{\binom {n-1}{j}}(q-1)^{j}}}}

## 証明
符号 {\displaystyle C} の符号語の長さを {\displaystyle n}、最小ハミング距離を {\displaystyle d}、最大符号語数を
{\displaystyle |C|=A_{q}(n,d)}
とする。すると、全ての {\displaystyle x\in \mathbb {F} _{q}^{n}} について少なくとも1つの符号語 {\displaystyle c_{x}\in C} が存在し、{\displaystyle x} と {\displaystyle c_{x}} の間のハミング距離 {\displaystyle d(x,c_{x})} に対して次が成り立つ。
{\displaystyle d(x,c_{x})\leq d-1}
さもなくば、{\displaystyle x} を符号語として追加しても、その符号の最小ハミング距離 {\displaystyle d} は変化しない（{\displaystyle |C|} が最大であるという前提に矛盾する）。
それゆえ、{\displaystyle \mathbb {F} _{q}^{n}} 全体は {\displaystyle c\in C} を中心とする半径 {\displaystyle d-1} の全ての球の和集合に含まれる。
{\displaystyle \mathbb {F} _{q}^{n}=\cup _{c\in C}B(c,d-1)}
ここで、各球の大きさは
{\displaystyle {\begin{matrix}\sum _{j=0}^{d-1}{\binom {n}{j}}(q-1)^{j}\\\end{matrix}}}
となる。これは、n桁の符号語のうち最大 d-1 桁を（球の中心である符号語の対応する桁の値から)変化させ、{\displaystyle (q-1)}種類の異なる値とすることができる（符号はq進数で、{\displaystyle \mathbb {F} _{q}^{n}} 種類の値を取りうる）。したがって、次のような推論が成り立つ。
{\displaystyle {\begin{matrix}|\mathbb {F} _{q}^{n}|&=&|\cup _{c\in C}B(c,d-1)|\\\\&\leq &\cup _{c\in C}|B(c,d-1)|\\\\&=&|C|\sum _{j=0}^{d-1}{\binom {n}{j}}(q-1)^{j}\\\\\end{matrix}}}
すなわち:
{\displaystyle {\begin{matrix}A_{q}(n,d)&\geq &{\frac {q^{n}}{\sum _{j=0}^{d-1}{\binom {n}{j}}(q-1)^{j}}}\\\end{matrix}}}
となる（{\displaystyle |\mathbb {F} _{q}^{n}|=q^{n}} であるため）。